# 敬正书
敬正书（1945年1月—2015年8月23日），四川南部人，中华人民共和国政治人物，中华人民共和国水利部原副部长，第十届全国政协委员。

## 生平
1968年9月，从西南农业大学毕业后参加工作。1974年11月，加入中国共产党。
1970年11月后，历任四川省中江县农业局龙台区农技站技术员，中共中江县南渡乡党委副书记、书记，中共中江县仓山区区委书记、县委副书记。1979年7月，任中共西藏自治区八宿县委副书记。1981年3月，任四川省中江县常务副县长、县委书记。1983年8月，任中共四川省德阳市委副书记、常务副市长，后升任四川省水电厅常务副厅长，四川省水电厅厅长。1996年10月，任四川省副省长。2000年1月，任中华人民共和国水利部副部长。
2015年8月23日，在北京去世。